# Intergouvernementalisme
Intergouvernementalisme is een theorie over het nemen van beslissingen in internationale organisaties, waarbij de beslissingsmacht gelegen is bij de soevereine lidstaten. Soevereine lidstaten zijn in deze theorie alleen gebonden aan hun eigen besluiten. Beslissingen moeten hierom altijd unaniem genomen worden. De functionarissen van de organisatie hebben slechts een adviserende inbreng en hebben als voornaamste taak de overeengekomen beslissingen uit te voeren. De meeste internationale organisaties zijn volgens dit principe georganiseerd.
In de Europese Unie bestaat al sinds de oprichting een discussie over de balans tussen intergouvernementalisme en supranationalisme. 